# Letzte Instanz

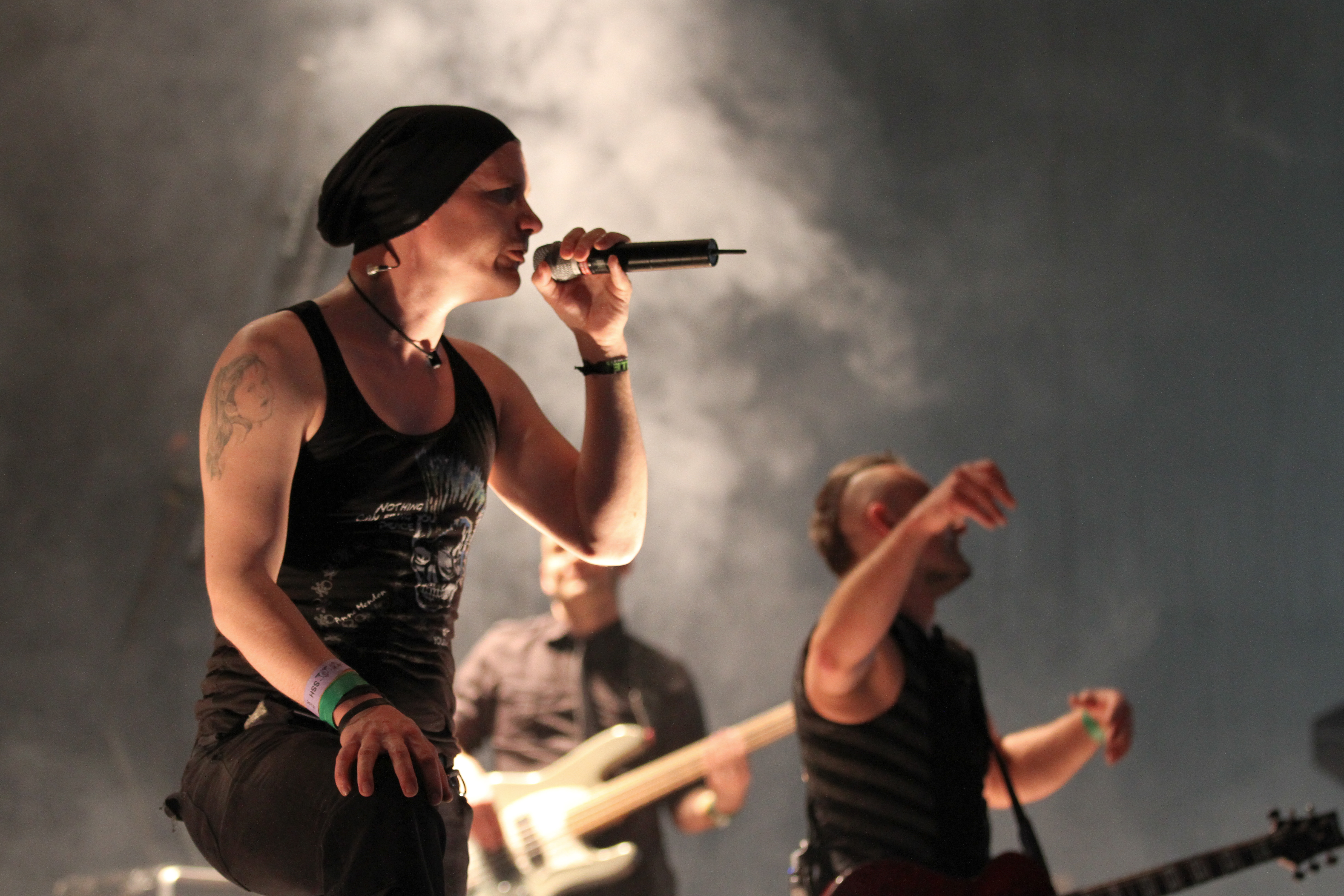
Letzte Instanz na Wave-Gotik-Treffen w 2013 r.

Letzte Instanz – niemiecki zespół metalowy powstały w 1996 roku w Dreźnie. Jego muzyka jest połączeniem metalu gotyckiego i folku.

## Dyskografia

### Albumy
- 1998 Brachialromantik (Brute Romance)
- 1999 Das Spiel (The Game)
- 2001 Kalter Glanz (Cold Luster)
- 2003 Götter Auf Abruf (Gods on Call)
- 2004 Live
- 2006 Ins Licht (Into the Light)
- 2007 Wir Sind Gold (We are Gold)
- 2007 Das weisse Lied (The white Song)
- 2009 Schuldig

### Single
- 2001 Kopfkino (Head Cinema)
- 2005 Sonne (Sun)